# Podpeč pri Šentvidu
Podpeč pri Šentvidu este o localitate din comuna Šentjur, Slovenia, cu o populație de 69 de locuitori.